# Кушнірук Юрій Анатолійович
Юрій Анатолійович Кушнірук (нар. 6 грудня 1994) — український легкоатлет, який спеціалізується в метанні спису.
На національних змаганнях представляє Запорізьку область.
Тренується під керівництвом батька Анатолія Кушнірука.

## Спортивні досягнення
- 6-е місце на командному чемпіонаті Європи (2017).
- фіналіст (9-е місце) чемпіоната світу серед юніорів (2012).
- фіналіст (4-е місце) чемпіоната світу серед юнаків (2011).

Переможець Європейського юнацького олімпійського фестивалю (2011) з новим рекордом Європи серед юнаків (83,42).
Учасник юнацьких Олімпійських Ігор (2010) — 10-е місце у загальному заліку.
Чемпіон України (2013, 2018). Срібний призер чемпіонату України (2017, 2019).
Зимовий чемпіон України (2022). Бронзовий призер зимового чемпіонату України (2018).
Чемпіон України серед молоді (2015, 2021).
Чемпіон України серед юніорів (2012).
Зимовий чемпіон України серед юніорів (2012, 2013).
Зимовий чемпіон України серед юнаків (2011).